# Adam (esport)
Adam Maanane, plus connu sous le pseudonyme de Adam, est un joueur français de League of Legends évoluant au poste de toplaner pour l'équipe européenne de Rogue.

## Biographie
Adam Maanane grandit à Tourcoing. Durant son adolescence, il commence à jouer à League of Legends en 2013 et se fait un nom petit à petit sur le classement individuel européen, battant régulièrement des joueurs professionnels. Il déclare régulièrement s'inspirer du style du streamer twitch Alderiate.

### Saison 2020
Adam joue ses premiers matchs compétitifs au sein de l’équipe amateur Initial Esports, avec laquelle il obtiendra d’excellents résultats puisqu’il remportera la première étape de l’OpenTour France 2020, l’équivalent de la 3e division française de League of Legends. Ses très bonnes performances lui permettent d’être recruté dès le mois de mars par l’équipe Unfazed Esports en 2e division, équipe rachetée seulement quelques jours après son arrivée par Kameto et qui deviendra la Kameto Corp. Après un bon parcours en championnat, l’équipe se retrouve à égalité avec la Team Oplon mais manque la qualification en première division après une défaite en tiebreak pour la 2e place. Cependant, après le refus de montée de Team Oplon pour raisons financières, c’est la Kameto Corp qui récupère sa place en LFL.

### Saison 2021
Devenue Karmine Corp à compter de la saison 2021, Adam est le seul joueur à être conservé pour le segment de printemps. Il est à nouveau un joueur clef des succès du club lors de son arrivée dans l'élite, où il remporte les deux titres possibles : le segment de printemps du championnat de France et les European Masters. Propulsé en seulement quelques mois sur le devant de la scène, il est alors courtisé par les plus grandes équipes européennes. Le 12 mai, la Karmine Corp annonce son départ de la structure pour une équipe de LEC.
Le 25 mai, Fnatic annonce son arrivée et Adam rejoint donc une équipe européenne historique à seulement 19 ans, passant d’amateur au plus haut niveau européen en un peu plus d’un an. Avec sa nouvelle équipe, le français va enchaîner les bons matchs au point d’être nommé meilleur rookie du segment d’été. Adam et son équipe vont également réussir d’excellents playoffs, battant coup sur coup Team Vitality, Misfits Gaming, G2 Esports, Rogue, mais échouant en finale face à MAD Lions. Cependant, ces excellentes performances permettront à Fnatic de se qualifier pour les championnats du monde en Islande. Mais une urgence familiale du botlaner Upset l’empêche de participer. Cet évènement influencera les performances de l'équipe qui échouera à sortir de la phase de groupes. À la suite de ces perturbations internes, Adam décide de quitter Fnatic après seulement 6 mois.

### Saison 2022
Il rejoint ainsi Team BDS, nouvel adhérent en LEC à la suite du rachat de la place de Schalke 04. Il y retrouve Nuclearint, un ancien coéquipier ayant joué en 2e division pour la Kameto Corp, mais aussi Cinkrof et xMatty avec qui il a joué la saison passé pour la Karmine Corp. Cet effectif, jeune mais prometteur de par sa proximité ne parviendra pourtant pas à s’entendre puisqu’ils termineront avant-dernier de LEC. C’est la première fois dans sa carrière qu’Adam rencontre des difficultés et il est alors rétrogradé en LFL, dans l’équipe académique de BDS.
De retour dans le championnat où il a fait ses preuves pour le segment d’été, il va effectuer une excellente seconde partie de saison, passant même tout proche du titre de MVP, mais ne remportera aucun titre malgré deux finales, en LFL et aux Amazon European Masters. Malgré les défaites, Adam brille tout au long de la saison et ses bonnes performances lui permettent de revenir la saison suivante avec l’équipe LEC de BDS.

### Saison 2023
Après un segment d’hiver sans playoffs et en dents de scie, alternant excellentes performances et erreurs maladroites, l’équipe suisse termine première de la phase régulière du segment printanier, mené par un Adam en très grande forme, qui remporte de nombreux titres d’homme du match,. La Team BDS ne perdra même aucun match durant les phases finales, et rejoindra la finale du LEC pour la première fois de son histoire, la deuxième pour Adam après son échec face à MAD Lions à l'été 2021. Avec en ligne de mire, une qualification au Mid-Season Invitational à Londres. Cependant, face aux mêmes MAD Lions, Adam est muselé par l'équipe espagnole et s'incline 2-3, après avoir pourtant mené 2-0. La seconde partie de saison de la structure suisse sera plus quelconque, mais l'équipe finira malgré tout à se qualifier aux Worlds.
Aux Worlds 2023, Adam acquiert une certaine reconnaissance et popularité en Corée du Sud et à l'international. L'ancien joueur professionnel et double champion du monde, Lee "Wolf" Jae-wan, est notamment fan d'Adam et a permis aux fans sud-coréens de le découvrir pendant l'année 2023. Durant les play-ins, il excelle sur ses 4 champions de confort : Garen, Olaf, Darius et Sett, avec 100% de victoires dès qu'il joue un de ces quatre champions. L'acronyme "GODS", issu de la première lettre des 4 champions ainsi que de la chanson officielle des Worlds 2023 du même nom, pour désigner lui et ses champions se popularise à l'international. S'il est beaucoup plus irrégulier quand il doit jouer d'autres personnages, lui et la Team BDS réussissent à se qualifier pour la phase principale des Worlds. Cependant en Swiss Stage, l'équipe suisse se fait battre par JD Gaming, MAD Lions puis Dplus KIA et sortent de la phase principale sans la moindre victoire.

## Style de Jeu
Adam est notamment reconnu pour son style de jeu agressif, surtout en utilisant les champions Garen, Olaf, Darius et Sett, ces derniers n’étant que très peu joués à son niveau.